# Mnetěš
Mnetěš är en ort i Tjeckien.   Den ligger i regionen Ústí nad Labem, i den centrala delen av landet, 30 km norr om huvudstaden Prag. Mnetěš ligger 212 meter över havet och antalet invånare är 482.
Terrängen runt Mnetěš är platt, och sluttar österut.Runt Mnetěš är det ganska tätbefolkat, med 111 invånare per kvadratkilometer. Närmaste större samhälle är Roudnice nad Labem, 6,8 km norr om Mnetěš. Trakten runt Mnetěš består till största delen av jordbruksmark.